# Pastetten
Pastetten è un comune tedesco di 2 422 abitanti, situato nel land della Baviera.